# تاريخ وحدات المعالجة المركزية للأغراض العامة
تاريخ وحدات المعالجة المركزية للأغراض العامة هو استمرار للتاريخ السابق لأجهزة الحوسبة.

## الخمسينيات: التصميمات المبكرة
في أوائل الخمسينيات من القرن الماضي، كان كل حاسوب يصمم بنحو فريد من نوعه. لم توجد آلات أو هياكل حاسوب متوافقة مع معماريات الحاسوب ذات التطبيقات المتعددة والمختلفة. البرامج المكتوبة لجهاز واحد لن تعمل على أي نوع آخر من الأجهزة، حتى مع الأنواع الأخرى من الشركة نفسها. لم يكن هذا عيبًا كبيرًا في ذلك الوقت، لأنه لم يجرِ تطوير مجموعة كبيرة من البرامج لتشغيلها على أجهزة الحاسوب، لذلك لم يُنظر إلى بدء البرمجة من الصفر على أنه حاجز كبير.
كانت حرية التصميم في ذلك الوقت مهمة جدًا، لأن المصممين كانوا مقيدين جدًا بتكلفة الإلكترونيات، وبدؤوا فقط باستكشاف أفضل طريقة لتنظيم الحاسوب. تضمنت بعض السمات الأساسية التي جرى تقديمها خلال هذه الفترة سجلات الفهرس (Ferranti Mark 1)، وتعليمات حفظ عنوان الإرجاع (UNIVAC I)، والعمليات الفورية (IBM 704)، وكشف العمليات غير الصالحة (IBM 650).
بحلول نهاية الخمسينيات من القرن الماضي، عمل مطورون تجاريون على تطوير أجهزة حاسوب قابلة للتسليم في المصانع. كان الحاسوب الأكثر تثبيتًا هو IBM 650، الذي استخدم ذاكرة الأسطوانة التي حُمِّلت البرامج عليها باستخدام شريط مثقوب أو بطاقات مثقوبة. تضمنت بعض الآلات عالية الجودة أيضًا الذاكرة الأساسية التي توفر سرعات أعلى. بدأت الأقراص الصلبة أيضًا في النمو.
الحاسوب هو عداد آلي، يتأثر عمله على حسب نوع  نظام الأرقام. في أوائل الخمسينيات من القرن العشرين، بُنِيت معظم أجهزة الحاسوب لمهام معالجة عددية محددة، ولقد استُخدِمت الأرقام العشرية نظامًا أساسيًا لكثير من الآلات, أي إن الوظائف الرياضية للآلات تعمل في القاعدة 10 عوضًا عن القاعدة 2، كما هو شائع اليوم. لم تكن هذه مجرد كسور عشرية ثنائية الترميز (BCD). تحتوي معظم الآلات على عشرة أنابيب تفريغ لكل رقم في كل سجل معالج. نفَّذ بعض مصممي الحاسوب السوفييت الأوائل أنظمةً تستند إلى المنطق الثالث؛ وهذا يعني وجود ثلاث حالات: +1، 0، أو -1، المقابلة لموجب أو صفر أو سالب.

## الستينيات
ثورة الحاسوب وCISC (حاسوب مجموعة التعليمات المعقدة)
كانت إحدى المشكلات الرئيسية في أجهزة الحاسوب المبكرة هي أن البرنامج الذي يعمل على جهاز معين لن يعمل على أي جهاز آخر. وجدت شركات الحاسوب أن عملائها ليس لديهم سبب وجيه للبقاء مخلصين لعلامة تجارية معينة، لأن الحاسوب التالي الذي اشتروه سيكون غير متوافق على أي حال. في تلك المرحلة، كانت المخاوف الوحيدة عادة هي السعر والأداء.
في عام 1962، جربت شركة IBM نهجًا جديدًا لتصميم أجهزة الحاسوب. كانت الخطة هي تكوين مجموعة من أجهزة الحاسوب التي يمكنها جميعًا تشغيل البرنامج نفسه، ولكن بأداء مختلف وبأسعار مختلفة. مع نمو احتياجات المستخدمين، يمكنهم الانتقال إلى أجهزة حاسوب أكبر، والاستمرار في الحفاظ على كل استثماراتهم في البرامج والبيانات ووسائط التخزين.
للقيام بذلك، صمموا حاسوبًا مرجعيًا واحدًا يُسمى System/360 S/360. كان هذا جهاز حاسوب افتراضيًا، ولديه مجموعة تعليمات مرجعية، وقدرات تدعمها جميع الآلات في المجموعة. لتوفير فئات مختلفة من الآلات، سيستخدم كل جهاز حاسوب في المجموعة محاكاة الأجهزة بشكل أو بآخر، ومحاكاة الميكروبروغرام بشكل أو بآخر، لإنشاء آلة قادرة على تشغيل مجموعة تعليمات S/360 الكاملة.
مثلًا، يمكن أن تتضمن الآلة منخفضة الجودة معالجًا بسيطًا جدًا بتكلفة منخفضة. ومع ذلك، سيتطلب هذا استخدام محاكٍ أكبر للرمز الصغير لتوفير بقية مجموعة الأوامر، التي من شأنها إبطائه. ستُستخدم الآلة الراقية معالجًا أكثر تعقيدًا يمكنه معالجة المزيد من التصميم S/360 على نحو مباشر، ومن ثم تشغيل محاكٍ أبسط وأسرع بكثير.
اختارت IBM بوعي جعل مجموعة التعليمات المرجعية معقدة جدًا وقادرة جدًا. على الرغم من أن الحاسوب كان معقدًا، فإن متجر التحكم الخاص به الذي يحمل الميكروبروغرام سيبقى صغيرًا نسبيًا، ويمكن صنعه بذاكرة سريعة جدًا. وثمة تأثير هام آخر هو أن أحد التعليمات يمكن أن يصف سلسلة معقدة من العمليات. لذا، يتعين على أجهزة الحاسوب عمومًا جلب تعليمات أقل من الذاكرة الرئيسية، التي يمكن جعلها أبطأ وأصغر وأقل تكلفة لمزيج معين من السرعة والسعر.
نظرًا إلى أن S/360 كان من المقرر أن يكون خليفة لكل من الآلات العلمية (مثل 7090) وآلات معالجة البيانات (مثل 1401)، فقد احتاج إلى تصميم يمكن أن يدعم بنحو معقول جميع أشكال المعالجة. ومن ثم صُمِّمت مجموعة التعليمات لمعالجة الأرقام الثنائية البسيطة، والنص، والنقطة العائمة العلمية (على غرار الأرقام المستخدمة في الآلة الحاسبة)، والحساب العشري ثنائي الترميز الذي تحتاج إليه أنظمة المحاسبة.
تضمنت جميع أجهزة الحاسوب التالية تقريبًا هذه الابتكارات بنحو ما. تُسمى هذه المجموعة الأساسية من الميزات الآن حوسبة مجموعة التعليمات المعقدة (CISC)، وهو مصطلح لم يُخترَع إلا بعد سنوات عديدة، عندما بدأت حوسبة مجموعة التعليمات المخفضة (RISC) بالحصول على حصة في السوق.
في العديد من مراكز البيع الدولية، يمكن للتعليمات الوصول إما إلى السجلات أو الذاكرة، عادة بعدة طرق مختلفة. جعل هذا برمجة CISCs أسهل، لأن المبرمج يمكن أن يتذكر فقط من ثلاثين إلى مئة تعليمة، ومجموعة من ثلاثة إلى عشرة أوضاع معالجة، عوضًا عن آلاف التعليمات المميزة. كان هذا يُسمَّى مجموعة التعليمات المتعامدة. تعد بنية PDP-11 وMotorola 68000 مثالًا على مجموعات التعليمات المتعامدة تقريبًا.
ظهرت أيضًا BUNCH Burroughs وUNIVAC وNCR وControl Data Corporation وHoneywell، التي تنافست ضد IBM في ذلك الوقت. ومع ذلك، سيطرت IBM على العصر S/360.
قدمت شركة Burroughs Corporation (التي اندمجت لاحقًا مع Sperry/Univac لتشكيل Unisys بديلًا عن S/360 مع سلسلة B5000 أنظمة Burroughs الكبيرة. في عام 1961، كان لدى B5000 ذاكرة افتراضية، ومعالجة متعددة متماثلة، ونظام تشغيل متعدد البرامج (برنامج التحكم الرئيسي (MCP))، مكتوبًا في ALGOL 60، وأول مترجمي الهبوط المتكرر في الصناعة مبكرًا من عام 1964.

## السبعينيات: ثورة المعالجات الدقيقة
أول معالج تجاري دقيق، العشري الثنائي (BCD) القائم على Intel 4004، أصدرته Intel عام 1971. في مارس 1972، قدمت Intel معالجًا دقيقًا بهندسة 8 بت، 8008، وهو منطق pMOS متكامل لإعادة تنفيذ الترانزستور-الترانزستور.